# Linnaeushof 45-46 (Amsterdam)
Linnaeushof 45-46 te Amsterdam is terrein waarop twee schoolgebouwen staan aan het Linneaushof in Amsterdam-Oost. De gebouwen hebben een gemeenschappelijke toegangspoort aan de zuidkant van het hof. Boven die toegangspoort is in een stemmig tegeltableau de naam van het scholencomplex te lezen: "St-Lidwina Leerschool Anno 1927".  

## Linnaeushof 46
De buurt van het Linnaeushof behoorde eerst toe aan de gemeente Watergraafsmeer. Daar ontstond vlak voor de overname door de gemeente Amsterdam een Roomse enclave. De katholieken hadden grond gekocht voor plaatsing van wat uiteindelijk de Hofkerk zou worden, maar keek ook naar de toekomst met woningen en scholen etc. De parochie schakelde architect Paul de Jongh in voor een schoolgebouw (voorbereidende school genaamd Maria Goretti) aan de zuidkant van het hofje, maar wel aan het hofje. Toen de bouw begon was De Jongh al overleden, architect Jac. Duncker begeleidde het verder. In september 1925 kon de bewaarschool geopend worden. De toegepaste bouwstijl is rationalisme, met strakke bouw; bijna alle onderdelen zijn rechthoekig uitgevoerd.
Dit voorgebouw werd in 2016 tot gemeentelijk monument verklaard. 

## Linneaushof 45
Bij een bewaarschool hoort ook een lagere school. De parochie van de Martelaren van Gorcum vroeg daarom in juni 1926 een bijdrage aan tot de bouw van een dergelijke school, waar 289 leerlingen verdeeld over zeven klassen onderdak konden vinden. Omdat de architect Paul de Jongh van de bewaarschool was overleden, werd deze school ontworpen door Gebroeders Kraaijvanger en de bouw opnieuw begeleid door Jac Duncker. De Gebroeders Kraaijvanger zouden ook het aanpalende klooster ontwerpen. Op de grens van januari/februari 1928 werd de school ingezegend. Het gebouw was bestemd voor lager onderwijs voor meisjes aansluitend op de bewaarschool; er werden naaicursussen gegeven, beheer was in handen van de congregatie van de Zusters van het Arme Kind Jezus in Simpelveld.  
Dit gebouw is in de stijl van de Amsterdamse School neergezet. Die stijl is terug te vinden in de kleurstelling van baksteen, en deuren, metselverbanden; er zijn tevens uitstekende geveldelen, er is glas-in-lood in de trappenhuizen. Op het gebouw wordt met knalgele ijzeren letters "St-Lidwinaschool" aangegeven in de typografie van de bouwstijl.

## Afbeeldingen

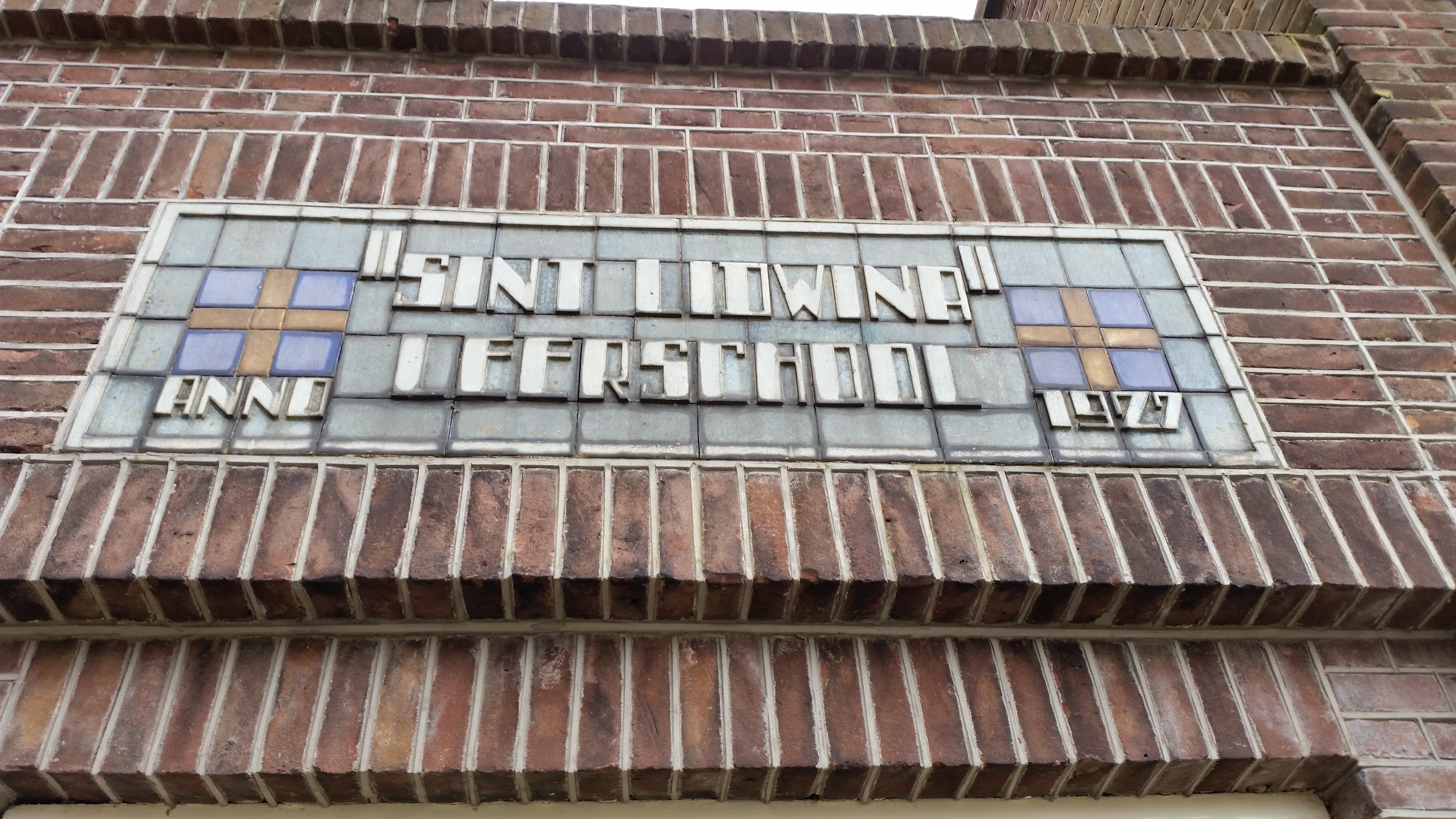
Tegeltableau boven de poort (februari 2020)
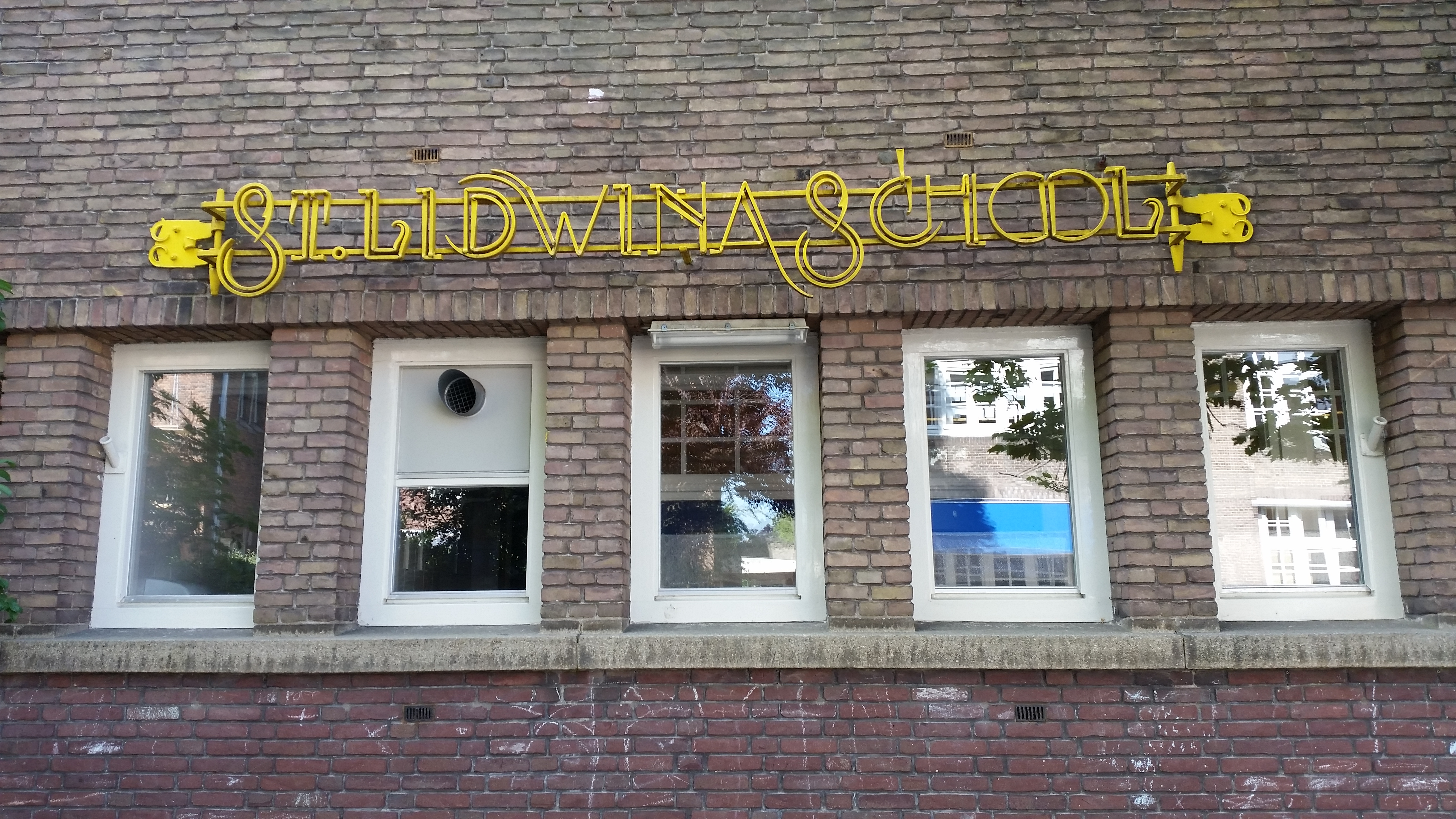
Letters op nr. 45 in Amsterdamse Schoolstijl (mei 2020)
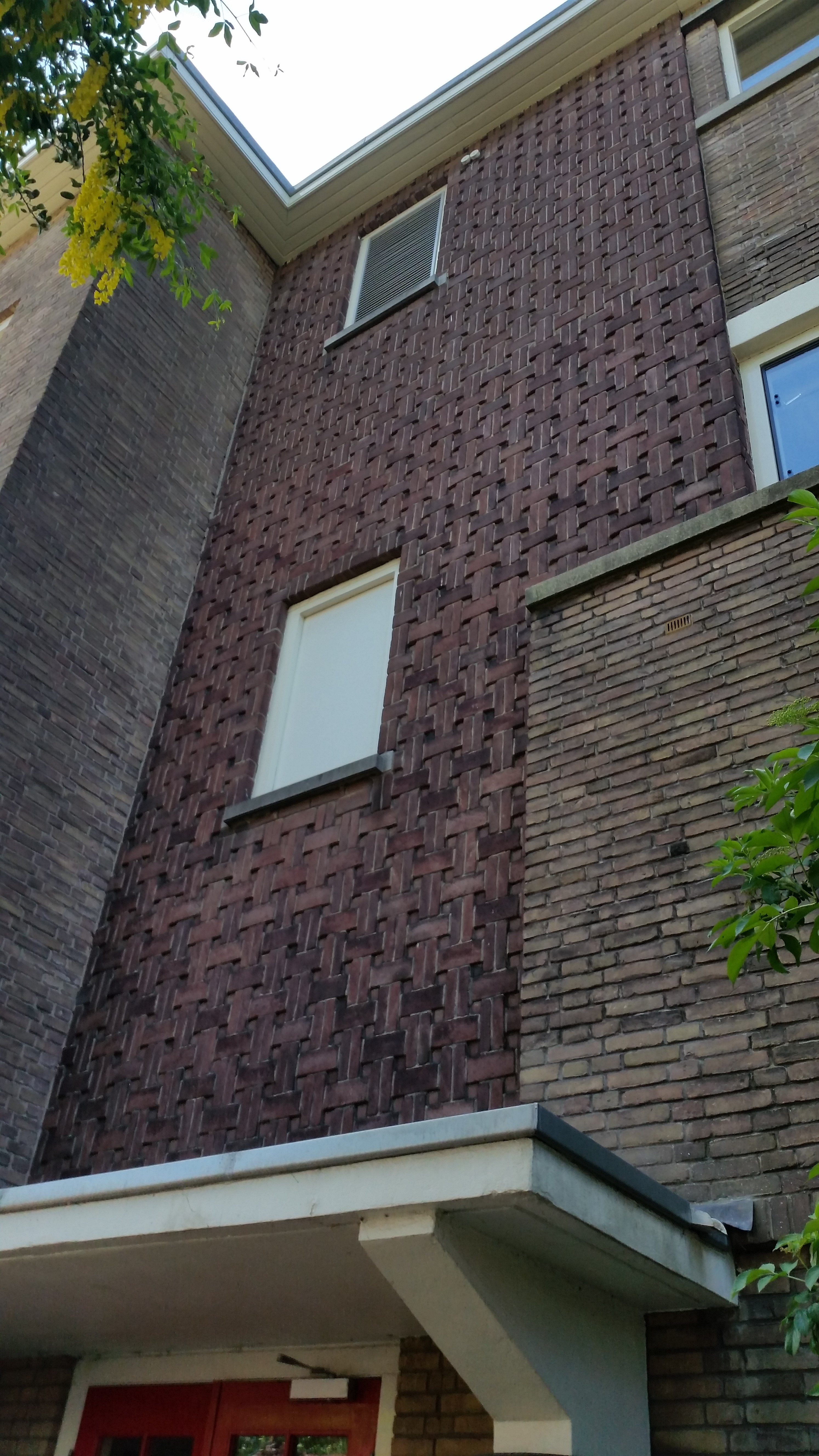
Metselverband nr. 45 (mei 2020)